# Università statale politecnica della California
L'Università statale politecnica della California (in inglese California Polytechnic State University), conosciuta anche come Cal Poly o Cal Poly San Luis Obispo, è un'università pubblica statunitense situata a San Luis Obispo, in California. 
L'ateneo fa parte del consorzio universitario California State University.

## Storia

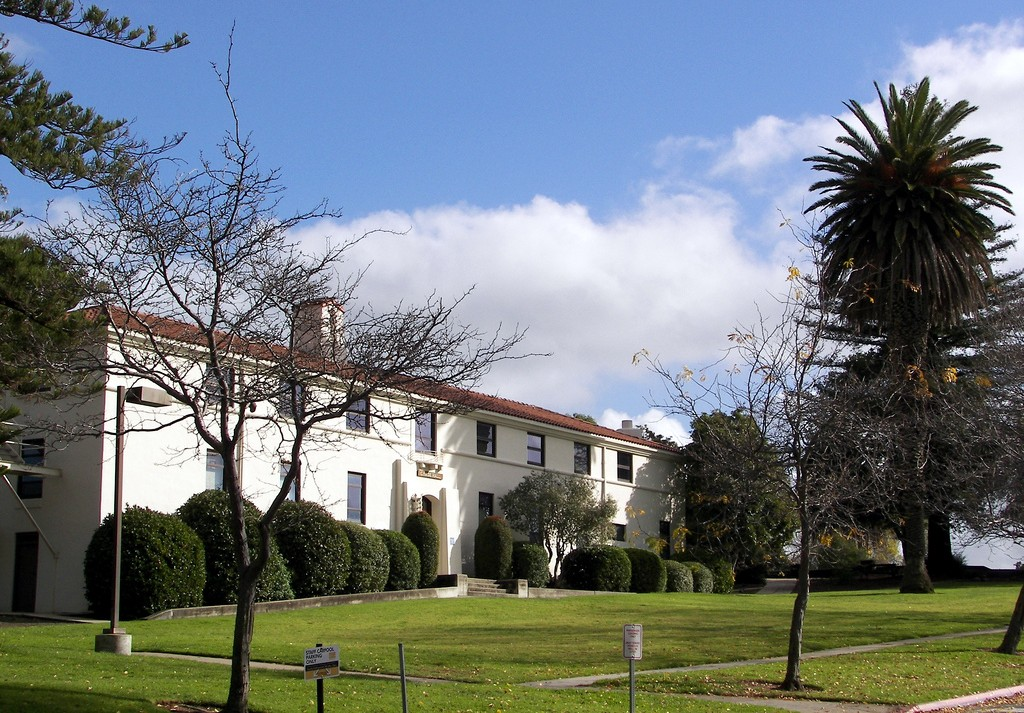
Chase Hall

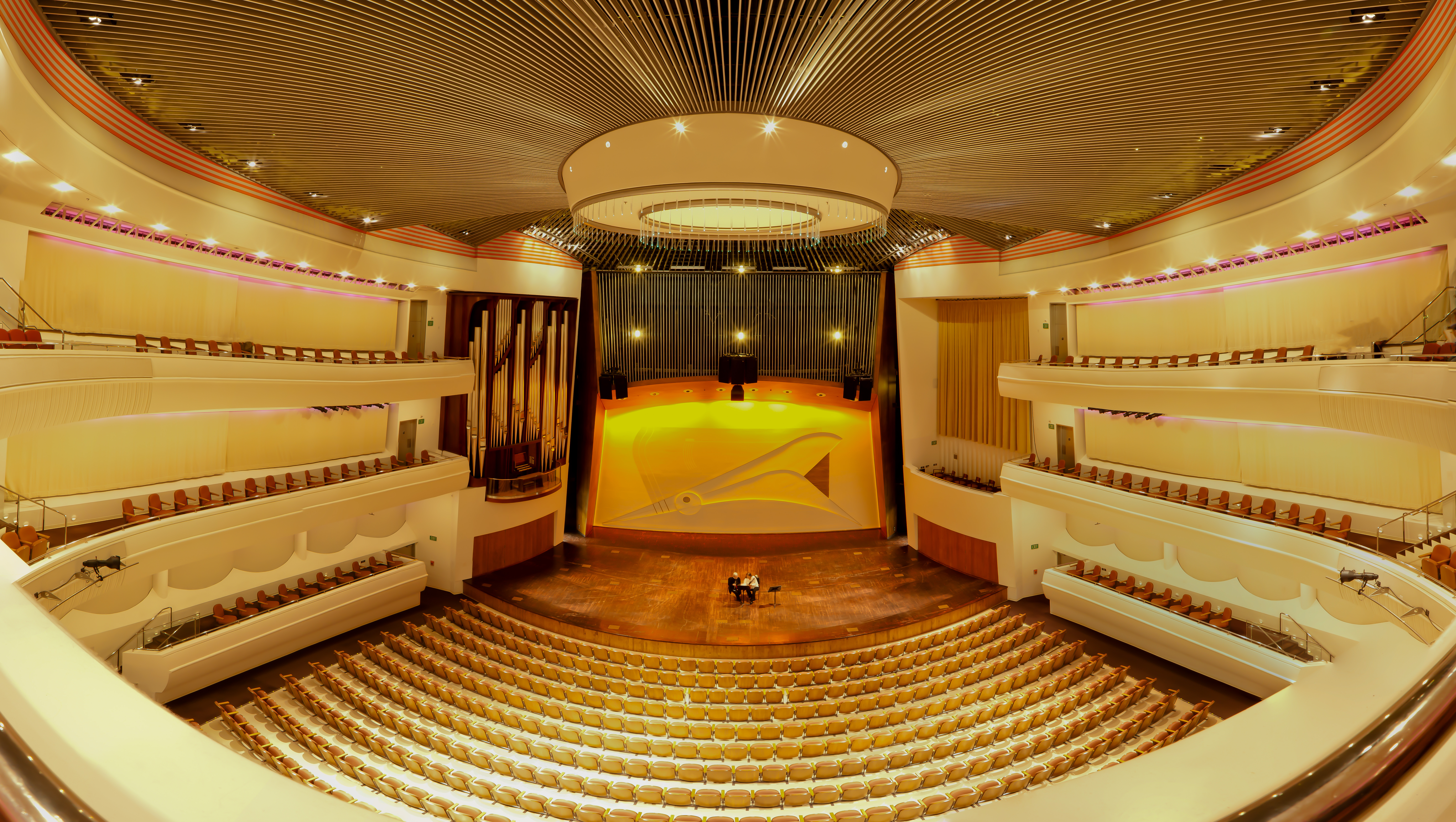
Cal Poly's Performing Arts Center

Cal Poly fu fondata come scuola superiore nel 1901 quando il governatore Henry T. Gage firmò il California Polytechnic School Bill. L'ente iniziò l'attività il 1º ottobre 1903.

## Struttura

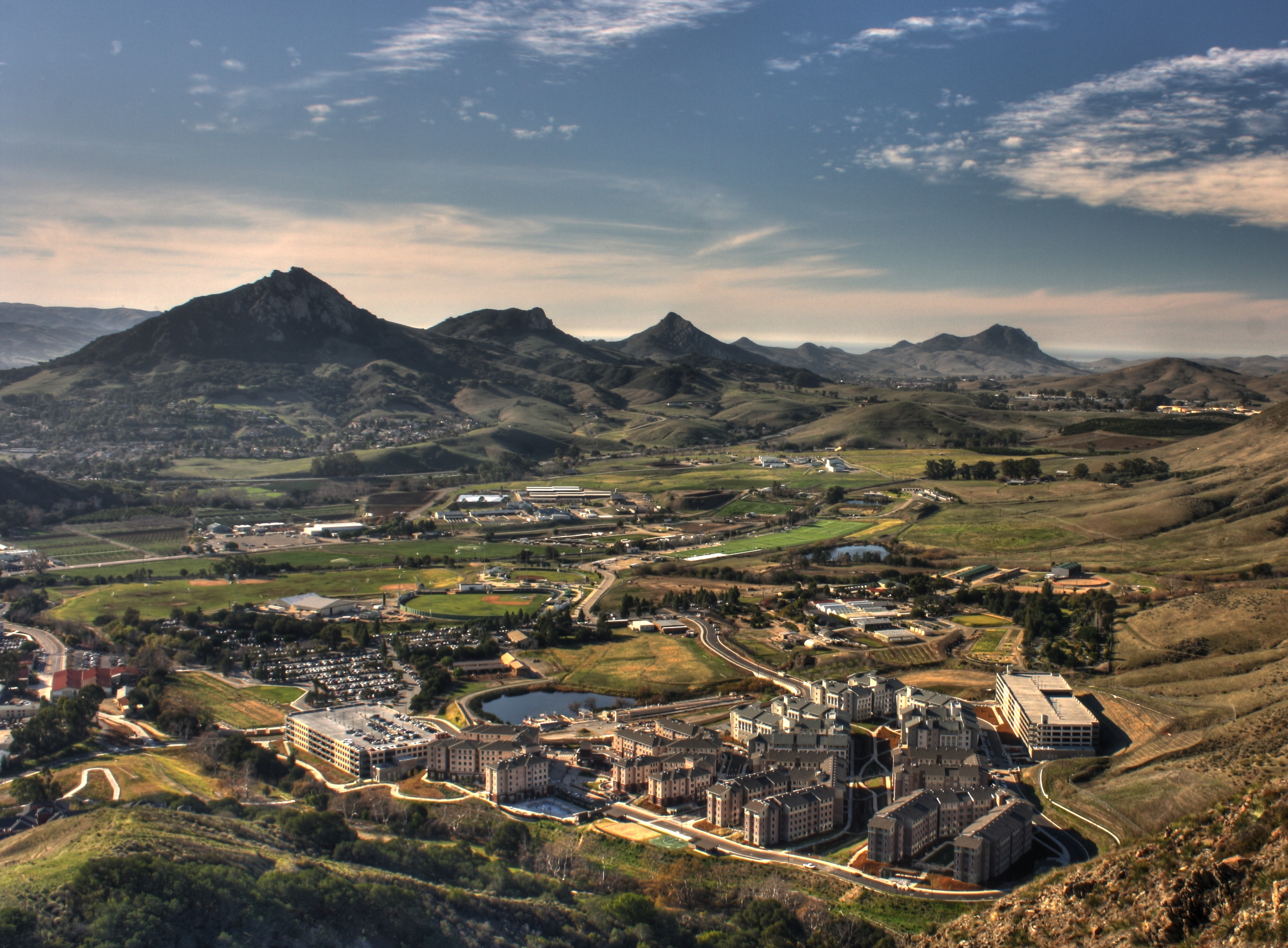
Poly Canyon Village, alloggi studenteschi costruiti nel 2009

L'università è organizzata in sei college:
- Agriculture, food and environmental sciences
- Architecture and environmental design
- Business
- Engineering
- Liberal arts
- Science and mathematics

## Direttori
- Leroy Anderson[4] (1902-1907)
- Leroy Burns Smith[4] (1908-1914)
- Robert Weir Ryder[4] (1914-1921)

## Presidenti
- Nicholas Ricciardi[4] (1921-1924)
- Margaret Chase[4] (1924) – ad interim
- Benjamin Ray Crandall[4] (1924-1933)
- Julian A. McPhee[4] (1933-1966)
- Dale W. Andrews[4] (1966-1967) – facente funzioni
- Robert E. Kennedy[4] (1967-1979)
- Warren J. Baker[4] (1979-2010)
- Robert Glidden[4] (2010-2011) – ad interim
- Jeffrey D. Armstrong[4] (dal 2011)